# Thondi
Thondi es una ciudad y nagar Panchayat situada en el distrito de Ramanathapuram en el estado de Tamil Nadu (India). Su población es de 18465 habitantes (2011).

## Demografía
Según el censo de 2011 la población de Thondi era de 18465 habitantes, de los cuales 9316 eran hombres y 9149 eran mujeres. Thondi tiene una tasa media de alfabetización del 89,61%, superior a la media estatal del 80,09%: la alfabetización masculina es del 93,87%, y la alfabetización femenina del 85,32%.

## Clima
| Parámetros climáticos promedio de Thondi (1981–2010, extremes 1959–2012) | Parámetros climáticos promedio de Thondi (1981–2010, extremes 1959–2012) | Parámetros climáticos promedio de Thondi (1981–2010, extremes 1959–2012) | Parámetros climáticos promedio de Thondi (1981–2010, extremes 1959–2012) | Parámetros climáticos promedio de Thondi (1981–2010, extremes 1959–2012) | Parámetros climáticos promedio de Thondi (1981–2010, extremes 1959–2012) | Parámetros climáticos promedio de Thondi (1981–2010, extremes 1959–2012) | Parámetros climáticos promedio de Thondi (1981–2010, extremes 1959–2012) | Parámetros climáticos promedio de Thondi (1981–2010, extremes 1959–2012) | Parámetros climáticos promedio de Thondi (1981–2010, extremes 1959–2012) | Parámetros climáticos promedio de Thondi (1981–2010, extremes 1959–2012) | Parámetros climáticos promedio de Thondi (1981–2010, extremes 1959–2012) | Parámetros climáticos promedio de Thondi (1981–2010, extremes 1959–2012) | Parámetros climáticos promedio de Thondi (1981–2010, extremes 1959–2012) |
| Mes                                                                      | Ene.                                                                     | Feb.                                                                     | Mar.                                                                     | Abr.                                                                     | May.                                                                     | Jun.                                                                     | Jul.                                                                     | Ago.                                                                     | Sep.                                                                     | Oct.                                                                     | Nov.                                                                     | Dic.                                                                     | Anual                                                                    |
| ------------------------------------------------------------------------ | ------------------------------------------------------------------------ | ------------------------------------------------------------------------ | ------------------------------------------------------------------------ | ------------------------------------------------------------------------ | ------------------------------------------------------------------------ | ------------------------------------------------------------------------ | ------------------------------------------------------------------------ | ------------------------------------------------------------------------ | ------------------------------------------------------------------------ | ------------------------------------------------------------------------ | ------------------------------------------------------------------------ | ------------------------------------------------------------------------ | ------------------------------------------------------------------------ |
| Temp. máx. abs. (°C)                                                     | 33.0                                                                     | 35.0                                                                     | 36.9                                                                     | 37.2                                                                     | 40.1                                                                     | 40.0                                                                     | 40.4                                                                     | 39.2                                                                     | 39.7                                                                     | 37.5                                                                     | 35.9                                                                     | 36.2                                                                     | 40.4                                                                     |
| Temp. máx. media (°C)                                                    | 29.9                                                                     | 30.6                                                                     | 31.8                                                                     | 33.1                                                                     | 33.6                                                                     | 33.9                                                                     | 33.5                                                                     | 33.0                                                                     | 32.5                                                                     | 31.8                                                                     | 30.2                                                                     | 29.6                                                                     | 32.0                                                                     |
| Temp. mín. media (°C)                                                    | 21.6                                                                     | 22.7                                                                     | 24.8                                                                     | 26.7                                                                     | 27.2                                                                     | 26.5                                                                     | 26.1                                                                     | 25.7                                                                     | 25.4                                                                     | 24.6                                                                     | 23.5                                                                     | 22.1                                                                     | 24.7                                                                     |
| Temp. mín. abs. (°C)                                                     | 17.1                                                                     | 18.0                                                                     | 19.7                                                                     | 20.6                                                                     | 21.1                                                                     | 21.0                                                                     | 21.1                                                                     | 21.5                                                                     | 20.6                                                                     | 20.6                                                                     | 19.5                                                                     | 17.7                                                                     | 17.1                                                                     |
| Lluvias (mm)                                                             | 39.7                                                                     | 28.7                                                                     | 33.2                                                                     | 55.2                                                                     | 44.7                                                                     | 21.8                                                                     | 28.4                                                                     | 32.7                                                                     | 77.4                                                                     | 196.3                                                                    | 224.1                                                                    | 128.2                                                                    | 910.4                                                                    |
| Días de lluvias (≥ 1 mm)                                                 | 2.1                                                                      | 1.5                                                                      | 1.8                                                                      | 3.0                                                                      | 2.5                                                                      | 1.7                                                                      | 1.9                                                                      | 2.4                                                                      | 4.0                                                                      | 8.7                                                                      | 10.0                                                                     | 5.9                                                                      | 45.4                                                                     |
| Humedad relativa (%)                                                     | 76                                                                       | 74                                                                       | 73                                                                       | 75                                                                       | 77                                                                       | 74                                                                       | 73                                                                       | 76                                                                       | 79                                                                       | 79                                                                       | 79                                                                       | 78                                                                       | 76                                                                       |
| Fuente: India Meteorological Department                                  |                                                                          |                                                                          |                                                                          |                                                                          |                                                                          |                                                                          |                                                                          |                                                                          |                                                                          |                                                                          |                                                                          |                                                                          |                                                                          |